# Sopronyi Gyula
Sopronyi Gyula (Budapest, 1974. augusztus 20. – ) magyar fényképész.
Amióta elhatározta, tanult mesterségének választja a fotográfiát, mindig is az emberi történetet kereste a számára izgalmas vizuális világ mögött. A magyarországi kis falvak életét fényképezve sorsokat mesélő arcok, tekintetek, néha egész generációk örökségét rejtő mozdulatsorok után kutatva, az ezekből visszatükröződő valóság érdekeli. Akárcsak az indonéz bálnavadászok viskóiba költözve, bárkájába szállva, indiaiak rituális Gangeszbe-merülését figyelve. De fotóriportereként az emberi jeleket kereste Koszovóban, Gázában, Pakisztánban, Szíriában és Líbiában is.
A hazai és nemzetközi fotós szakmában elismert fotográfus. 1997 és 2011 között 17 alkalommal díjazták munkásságát a Magyar Sajtófotó Pályázaton és kétszer nyerte el az Év Fotóriportere díjat, 2011-ben Balogh Rudolf díjjal tüntették ki. 2008-ban bejutott a híres, londoni Magnum ügynökség Masterclass osztályába, ugyanebben az évben lett szabadúszó fotográfus. Többek között olyan külföldi sajtóorgánumoknak készített anyagokat, mint a The New York Times, COLORS Magazine, Huffington Post. Közel-keleti háborús konfliktusokról tudósító képei élénk nemzetközi figyelmet kaptak.
2011 és 2013 között az ENSZ Menekültügyi Hivatalának fotósa volt. Az utóbbi évek sorozatai egyfajta művészi debütnek, de legalábbis egy alkotói pálya határozott újrapozicionálásának tekinthetők. Floating Aspect címmel 2015-ben nyílt egyéni kiállítása Párizsban, valamint a budapesti Robert Capa Kortárs Fotográfiai Központban. Ugyanebben az évben elnyerte az először meghirdetett Robert Capa Nagydíj ösztöndíját Kilencven perc című sorozatáért. 2016-ban jelölték a Prix Pictet nemzetközi díjra.

## Tanulmányai
- 2010 Coney Island, New York City
- 2008 Magnum Masterclass London, Anglia
- 2008 Magnum workshop Toronto, Kanada
- 2004/2005 Bachelor of Arts: Film, Television and Camera
- 2000 „Masterclass 2000” Szentpétervár, Oroszország (Soros Alapítvány)
- 1992/1994 Práter Fényképész szakiskola

## Munkahelyei
- 2024. Fotó - projektvezető Central Médiacsoport Zrt.
- 2018- 2023 24.hu fotórovat vezető
- 2011-2013 ENSZ Menekültügyi Főbizottság Hivatala videó/fotográfus UNHCR
- 2011-2013 COLORS Magazin szabadúszó fotográfus
- 2010-2012 Aurora Agency szabadúszó fotográfus
- 2008-2018 Szabadúszó fotográfus
- 2007-2018 National Geographic (Magyarország) szabadúszó fotográfus
- 2008-2010 Invision Images Agency szabadúszó fotográfus
- 2004-2008 Népszabadság, fotórovat vezető-helyettes
- 2002-2006 Népszabadság Magazin, képszerkesztő
- 1998-2008 Népszabadság, fotóriporter
- 1994-1998 Blikk, fotóriporter
- 1993-1994 Esti Hírlap, fotóriporter gyakornok

## Ösztöndíjai
- 2013 NKA Vizuális Művészetek Kollégiuma kiemelt támogatás
- 2012 André Kertész fotóművészeti alkotói ösztöndíj Párizs, Franciaország
- 2010 Pro Cultura Urbis Budapest ösztöndíj Archiválva 2014. július 8-i dátummal a Wayback Machine-ben
- 2009 Pécsi József Fotóművészeti Ösztöndíj

## Díjai
- 2016 Robert Capa Nagydíj ösztöndíj
- 2011 Balogh Rudolf-díj kiemelkedő fotóművészeti tevékenység elismerésére állami kitüntetés.
- 2010 Photo Philanthropy Award Finalist
- 2009 National Geographic pályázat / 3. Díj, Társadalomábrázolás kat.
- 2007 National Geographic pályázat / 1. Díj, Társadalomábrázolás kat.
- 2008 Visegrad Artist Residency Programme / Nyertes

## Magyar Sajtófotó Pályázat
- 2011 1. Díj Képriport
- 2010 1. Díj Társadalomábrázolás sorozat
- 2010 3. Díj Társadalomábrázolás sorozat
- 2009 Andre Kertesz Nagydíj
- 2009 1. Díj Társadalomábrázolás sorozat
- 2008 Magyar Sajtószakszervezet Díj
- 2006 3. Díj Társadalomábrázolás
- 2006 3. Díj Képriport
- 2002 3. Díj Portré sorozat
- 2001 1. Díj Hír
- 2000 1. Díj Művészet és Tudomány sorozat
- 2000 2. Díj Társadalomábrázolás
- 1999 MÚOSZ Nagydíj
- 1999 1. Díj Portré
- 1999 1. Díj Képriport
- 1999 2. Díj Hír
- 1999 3. Díj Hír
- 1997 MÚOSZ Nagydíj
- 1997 1. Díj Társadalomábrázolás
- 1996 1. Díj Képriport
- 2000 3. Díj ARC óriásplakát kiállítás

## Kiállításai
- 2017  „Magyar tekintet: vázlat a magyar fotográfiáról” Nemzeti Galéria Varsó, Lengyelország
- 2017  „Magyar tekintet: vázlat a magyar fotográfiáról” Robert Capa központ, Budapest
- 2017 “Floating Aspect” Fotoistanbul 2017 fesztivál, Isztambul, Törökország
- 2016 “Budapest egy napja” Magyar Fotográfusok Háza - Mai Manó Ház
- 2015 “Képek és Pixelek” Műcsarnok, Budapest
- 2015 „Floating Aspect”, Institut Hongrois, Paris, Franciaország
- 2015 “Floating Aspect” 25th Month of Photography, Pozsony, Szlovákia
- 2015 „Lebegő nézőpont”, Robert Capa Kortárs Fotográfiai Központ Project Room, Budapest
- 2013 „Right Before Your Eye”, UN Exhibit Gallery, New York, USA
- 2013 „Capa Projekt”, Robert Capa Kortárs Fotográfiai Központ, Budapest
- 2013 „Building Hope, Bulding Home”, Southwire co. Dallas, USA
- 2012 Balogh Rudolf Díjasok kiállítása, Nemzeti Galéria, Budapest
- 2012 Budapest Pozitív kiállítás, Maribor, Szlovénia[halott link]
- 2011 Budapest Pozitív kiállítás, Mai Manó, Fotográfusok Háza, Budapest
- 2011 'Félúton' kiállítás, Millenáris
- 2011 „Orphanage”, FotoWeek DC, Washington DC, USA
- 2010 'Human Landscapes' kiállítás, Isztambul, Brüsszel, Budapest
- 2008 ‘Parallels’, Budapest
- 2008 ‘Esélyegyenlőség’ Nemzeti Múzeum, Budapest
- 2008 Calumet Gallery London, UK
- 2003 ‘Budapest Egy Napja’ Millenáris Park, Budapest
- 2001 ’Menekültek’ Újpest Galéria, Budapest
- 2001 Fotószalon Szépművészeti Múzeum, Budapest
- 2000 ‘Az Év fotóriportere’ Mai Manó Ház, Budapest

## Tagságai
- 2010-2014 Magyar Fotóművészek Szövetsége elnökségi tag
- 2001-2003 Magyar Fotóriporterek Szövetsége elnökségi tagja
- 2000- Nemzetközi Újságíró Szövetség tagja
- 1998 Magyar Fotóriporterek Szövetsége tagja